# Liga Nacional de Futsal 2021
Die Liga Nacional de Futsal 2021 war die 26. Spielzeit einer brasilianischen Futsalliga, der Liga Nacional de Futsal.

## Modus
Der Wettbewerb wurde in fünf Phasen ausgetragen, einer Vorrunde sowie Achtel-, Viertel-, Halb- und Finalspiele. In der ersten Runde wurden alle Klubs auf drei Gruppen zu je Mannschaften aufgeteilt. Die Gruppe A mit sieben Teilnehmern und B und C mit acht. Hier traten diese einmal im Ligaverfahren aufeinander. Die besten fünf einer Gruppe zogen direkt ins Achtelfinale ein. Der letzte freien Platz ging an den punktbesten Sechstplatzierten.
Ab dem Achtelfinale folgte der Wettbewerb dem K.-o.-System mit Hin- und Rückspiel. Es kam der Klub weiter, welcher die Treffen mit mindestens einem Sieg für sich entscheiden konnte. Gewannen beide Mannschaften ein Spiel oder gingen beide Unentschieden aus, wurde die Entscheidung zunächst in der Verlängerung gesucht. Endete diese ohne Ergebnis kam die Mannschaft eine Runde weiter, welche in der ersten Runde das bessere Ergebnis auswies. Das Heimspielrecht im Hinspiel lag bei dem Klub, welcher in der ersten Runde schlechter platziert war.

## Teilnehmer
- CER Atlântico
- Associação Carlos Barbosa de Futsal
- Blumenau Futsal
- AD Brasil Futuro
- Brasília Futsal
- Cascavel Futsal Clube
- SC Corinthians
- Foz Cataratas Futsal
- ADC Intelli
- AD Jaraguá
- JEC Krona Futsal
- Juventude AG
- Associação Joaçaba EC
- Marechal Futsal
- Marreco Futsal
- Minas Tênis Clube
- Associação Campo Mourão Futsal
- Pato Futsal
- Praia Clube
- São José Futsal
- AD Futsal Tubaronense
- AF Umuarama
- AE Venâncio Aires

## 1. Runde

### Gruppe A
| Pl. | Verein                | Sp. | S | U | N | Tore    | Diff. | Punkte |
| --- | --------------------- | --- | - | - | - | ------- | ----- | ------ |
| 1.  | AD Brasil Futuro (M)  | 12  | 7 | 3 | 2 | 042:270 | +15   | 24     |
| 2.  | Associação Joaçaba EC | 12  | 7 | 3 | 2 | 037:310 | +6    | 24     |
| 3.  | São José Futsal       | 12  | 6 | 0 | 6 | 037:310 | +6    | 18     |
| 4.  | ADC Intelli           | 12  | 5 | 3 | 4 | 030:200 | +10   | 18     |
| 5.  | SC Corinthians        | 12  | 4 | 3 | 5 | 029:290 | ±0    | 15     |
| 6.  | AD Jaraguá            | 12  | 3 | 3 | 6 | 026:320 | −6    | 12     |
| 7.  | AF Umuarama           | 12  | 1 | 3 | 8 | 018:390 | −21   | 06     |

| Zum Saisonende 2020: |                       |
| (M)                  | Meister des Vorjahres |

### Gruppe B
| Pl. | Verein                | Sp. | S  | U | N  | Tore    | Diff. | Punkte |
| --- | --------------------- | --- | -- | - | -- | ------- | ----- | ------ |
| 1.  | Carlos Barbosa        | 14  | 10 | 4 | 0  | 042:240 | +18   | 34     |
| 2.  | Cascavel Futsal Clube | 14  | 10 | 2 | 2  | 040:230 | +17   | 32     |
| 3.  | JEC Krona Futsal      | 14  | 8  | 2 | 4  | 045:310 | +14   | 26     |
| 4.  | CER Atlântico         | 14  | 6  | 2 | 6  | 037:330 | +4    | 20     |
| 5.  | Blumenau Futsal       | 14  | 4  | 3 | 7  | 034:430 | −9    | 15     |
| 6.  | AE Venâncio Aires     | 14  | 4  | 2 | 8  | 035:430 | −8    | 14     |
| 7.  | Juventude AG          | 14  | 4  | 1 | 9  | 028:410 | −13   | 13     |
| 8.  | Marreco Futsal        | 14  | 1  | 2 | 11 | 022:450 | −23   | 05     |

### Gruppe C
| Pl. | Verein                         | Sp. | S | U | N  | Tore    | Diff. | Punkte |
| --- | ------------------------------ | --- | - | - | -- | ------- | ----- | ------ |
| 1.  | Foz Cataratas Futsal           | 14  | 8 | 2 | 4  | 051:370 | +14   | 26     |
| 2.  | Associação Campo Mourão Futsal | 14  | 7 | 3 | 4  | 040:250 | +15   | 24     |
| 3.  | Marechal Futsal                | 14  | 7 | 2 | 5  | 037:410 | −4    | 23     |
| 4.  | AD Futsal Tubaronense          | 14  | 7 | 2 | 5  | 032:360 | −4    | 23     |
| 5.  | Minas Tênis Clube              | 14  | 5 | 4 | 5  | 030:240 | +6    | 19     |
| 6.  | Praia Clube                    | 14  | 4 | 4 | 6  | 036:400 | −4    | 16     |
| 7.  | Pato Futsal                    | 14  | 4 | 4 | 6  | 036:440 | −8    | 16     |
| 8.  | Brasília Futsal                | 14  | 3 | 1 | 10 | 031:460 | −15   | 10     |

## Finalrunde

### Turnierplan
|  | Achtelfinale | Achtelfinale    | Achtelfinale | Achtelfinale | Achtelfinale |  |  | Viertelfinale | Viertelfinale   | Viertelfinale | Viertelfinale | Viertelfinale |  |     | Halbfinale     | Halbfinale | Halbfinale | Halbfinale | Halbfinale |  |  | Finale | Finale | Finale | Finale | Finale |
|  |              |                 |              |              |              |  |  |               |                 |               |               |               |  |     |                |            |            |            |            |  |  |        |        |        |        |        |
|  | A 1          | Brasil Futuro   | 1            | 3            |              |  |  |               |                 |               |               |               |  |     |                |            |            |            |            |  |  |        |        |        |        |        |
|  | C 6          | Praia           | 1            | 1            |              |  |  | A 1           | Brasil Futuro   | 3             | 3             | (1)           |  |     |                |            |            |            |            |  |  |        |        |        |        |        |
|  | B 3          | JEC             | 5            | 5            |              |  |  | B 3           | JEC             | 2             | 4             | (0)           |  |     |                |            |            |            |            |  |  |        |        |        |        |        |
|  | A 4          | Intelli         | 0            | 0            |              |  |  |               |                 |               |               |               |  | A 1 | Brasil Futuro  | 1          | 5          |            |            |  |  |        |        |        |        |        |
|  | C 1          | Foz             | 2            | 5            | (0)          |  |  |               |                 |               |               |               |  | C 1 | Foz            | 1          | 1          |            |            |  |  |        |        |        |        |        |
|  | A 5          | Corinthians     | 4            | 1            | (0)          |  |  | C 1           | Foz             | 2             | 3             |               |  |     |                |            |            |            |            |  |  |        |        |        |        |        |
|  | C 3          | Marechal        | 2            | 2            | (0)          |  |  | A 3           | São José Futsal | 2             | 1             |               |  |     |                |            |            |            |            |  |  |        |        |        |        |        |
|  | A 3          | São José Futsal | 3            | 0            | (2)          |  |  |               |                 |               |               |               |  | A 1 | Brasil Futuro  | 1          | 0          |            |            |  |  |        |        |        |        |        |
|  | B 1          | Carlos Barbosa  | 1            | 5            |              |  |  |               |                 |               |               |               |  | B 2 | Cascavel       | 3          | 6          |            |            |  |  |        |        |        |        |        |
|  | C 5          | Minas           | 0            | 0            |              |  |  | B 1           | Carlos Barbosa  | 2             | 3             | (1)           |  |     |                |            |            |            |            |  |  |        |        |        |        |        |
|  | C 2          | Mourão          | 1            | 1            |              |  |  | B 4           | Atlântico       | 6             | 2             | (1)           |  |     |                |            |            |            |            |  |  |        |        |        |        |        |
|  | B 4          | Atlântico       | 4            | 3            |              |  |  |               |                 |               |               |               |  | B 1 | Carlos Barbosa | 2          | 4          | (0)        |            |  |  |        |        |        |        |        |
|  | A 2          | Joaçaba         | 7            | 4            |              |  |  |               |                 |               |               |               |  | B 2 | Cascavel       | 4          | 1          | (1)        |            |  |  |        |        |        |        |        |
|  | B 5          | Blumenau        | 4            | 3            |              |  |  | A 2           | Joaçaba         | 2             | 3             |               |  |     |                |            |            |            |            |  |  |        |        |        |        |        |
|  | B 2          | Cascavel        | 3            | 6            |              |  |  | B 2           | Cascavel        | 2             | 5             |               |  |     |                |            |            |            |            |  |  |        |        |        |        |        |
|  | C 4          | Tubaronense     | 3            | 1            |              |  |  |               |                 |               |               |               |  |     |                |            |            |            |            |  |  |        |        |        |        |        |

### Achtelfinale
| Datum   |                 | Ergebnis            |                 |
| ------- | --------------- | ------------------- | --------------- |
| 23.10.  | São José Futsal | 3:2 (2:2)           | Marechal Futsal |
| 29.10.  | Marechal Futsal | 2:2 (2:0)           | São José Futsal |
| 29.10.  | Marechal Futsal | 0:0 n. V.           | São José Futsal |
| Gesamt: | Marechal Futsal | 2:5 Pkt. (4:5 Tore) | São José Futsal |

| Datum   |               | Ergebnis            |               |
| ------- | ------------- | ------------------- | ------------- |
| 23.10.  | CER Atlântico | 4:1 (0:1)           | Campo Mourão  |
| 30.10.  | Campo Mourão  | 1:3 (1:1)           | CER Atlântico |
| Gesamt: | Campo Mourão  | 0:6 Pkt. (2:7 Tore) | CER Atlântico |

| Datum   |                       | Ergebnis             |                       |
| ------- | --------------------- | -------------------- | --------------------- |
| 23.10.  | Blumenau Futsal       | 4:7 (2:2)            | Associação Joaçaba EC |
| 30.10.  | Associação Joaçaba EC | 4:3 (0:2)            | Blumenau Futsal       |
| Gesamt: | Associação Joaçaba EC | 6:0 Pkt. (11:7 Tore) | Blumenau Futsal       |

| Datum   |                       | Ergebnis            |                       |
| ------- | --------------------- | ------------------- | --------------------- |
| 23.10.  | AD Futsal Tubaronense | 3:3 (1:2)           | Cascavel Futsal Clube |
| 31.10.  | Cascavel Futsal Clube | 6:1 (3:1)           | AD Futsal Tubaronense |
| Gesamt: | Cascavel Futsal Clube | 4:1 Pkt. (9:4 Tore) | AD Futsal Tubaronense |

| Datum   |                  | Ergebnis             |                  |
| ------- | ---------------- | -------------------- | ---------------- |
| 24.10.  | ADC Intelli      | 0:5 (0:2)            | JEC Krona Futsal |
| 30.10.  | JEC Krona Futsal | 5:0 (4:0)            | ADC Intelli      |
| Gesamt: | JEC Krona Futsal | 6:0 Pkt. (10:0 Tore) | ADC Intelli      |

| Datum   |                   | Ergebnis            |                   |
| ------- | ----------------- | ------------------- | ----------------- |
| 24.10.  | Minas Tênis Clube | 0:1 (0:1)           | Carlos Barbosa    |
| 30.10.  | Carlos Barbosa    | 5:0 (1:0)           | Minas Tênis Clube |
| Gesamt: | Carlos Barbosa    | 6:0 Pkt. (6:0 Tore) | Minas Tênis Clube |

| Datum   |                  | Ergebnis            |                  |
| ------- | ---------------- | ------------------- | ---------------- |
| 24.10.  | Praia Clube      | 1:1 (1:0)           | AD Brasil Futuro |
| 30.10.  | AD Brasil Futuro | 3:1 (2:1)           | Praia Clube      |
| Gesamt: | AD Brasil Futuro | 4:1 Pkt. (4:2 Tore) | Praia Clube      |

| Datum   |                      | Ergebnis            |                      |
| ------- | -------------------- | ------------------- | -------------------- |
| 25.10.  | SC Corinthians       | 4:2 (1:1)           | Foz Cataratas Futsal |
| 1.11.   | Foz Cataratas Futsal | 5:1 (3:0)           | SC Corinthians       |
| 1.11.   | Foz Cataratas Futsal | 0:0 n. V.           | SC Corinthians       |
| Gesamt: | Foz Cataratas Futsal | 4:4 Pkt. (7:5 Tore) | SC Corinthians       |

### Viertelfinale
| Datum   |                  | Ergebnis            |                  |
| ------- | ---------------- | ------------------- | ---------------- |
| 6.11.   | JEC Krona Futsal | 2:3 (1:1)           | AD Brasil Futuro |
| 13.11.  | AD Brasil Futuro | 4:4 (1:3)           | JEC Krona Futsal |
| Gesamt: | AD Brasil Futuro | 4:1 Pkt. (7:6 Tore) | JEC Krona Futsal |

| Datum   |                      | Ergebnis            |                      |
| ------- | -------------------- | ------------------- | -------------------- |
| 7.11.   | São José Futsal      | 2:3 (1:1)           | Foz Cataratas Futsal |
| 13.11.  | Foz Cataratas Futsal | 4:4 (1:3)           | São José Futsal      |
| Gesamt: | Foz Cataratas Futsal | 4:1 Pkt. (7:6 Tore) | São José Futsal      |

| Datum   |                       | Ergebnis            |                       |
| ------- | --------------------- | ------------------- | --------------------- |
| 7.11.   | Associação Joaçaba EC | 2:2 (0:0)           | Cascavel Futsal Clube |
| 13.11.  | Cascavel Futsal Clube | 5:3 (4:1)           | Associação Joaçaba EC |
| Gesamt: | Cascavel Futsal Clube | 4:1 Pkt. (7:5 Tore) | Associação Joaçaba EC |

| Datum   |                | Ergebnis            |                |
| ------- | -------------- | ------------------- | -------------- |
| 8.11.   | CER Atlântico  | 6:2 (2:2)           | Carlos Barbosa |
| 15.11.  | Carlos Barbosa | 3:2 (3:1)           | CER Atlântico  |
| 15.11.  | Carlos Barbosa | 1:1 n. V.           | CER Atlântico  |
| Gesamt: | Carlos Barbosa | 4:4 Pkt. (6:9 Tore) | CER Atlântico  |

### Halbfinale
| Datum   |                      | Ergebnis            |                      |
| ------- | -------------------- | ------------------- | -------------------- |
| 21.11.  | Foz Cataratas Futsal | 1:1 (1:0)           | AD Brasil Futuro     |
| 29.11.  | AD Brasil Futuro     | 1:5 (0:3)           | Foz Cataratas Futsal |
| Gesamt: | AD Brasil Futuro     | 1:4 Pkt. (2:6 Tore) | Foz Cataratas Futsal |

| Datum   |                       | Ergebnis            |                       |
| ------- | --------------------- | ------------------- | --------------------- |
| 22.11.  | Cascavel Futsal Clube | 4:2 (2:0)           | Carlos Barbosa        |
| 28.11.  | Carlos Barbosa        | 4:1 (3:1)           | Cascavel Futsal Clube |
| 28.11.  | Carlos Barbosa        | 0:1 n. V.           | Cascavel Futsal Clube |
| Gesamt: | Carlos Barbosa        | 4:4 Pkt. (6:6 Tore) | Cascavel Futsal Clube |

### Finale
| Datum   |                       | Ergebnis            |                       |
| ------- | --------------------- | ------------------- | --------------------- |
| 12.12.  | AD Brasil Futuro      | 1:3 (0:1)           | Cascavel Futsal Clube |
| 19.12.  | Cascavel Futsal Clube | 6:0 (6:0)           | AD Brasil Futuro      |
| Gesamt: | Cascavel Futsal Clube | 6:0 Pkt. (9:1 Tore) | AD Brasil Futuro      |